# Тропш, Ханс
Ханс Тропш (нем. Hans Tropsch; 7 октября 1889, Плана — 8 октября 1935, Эссен) — немецкий химик.

## Биография
Ханс Тропш родился в Плане (ныне Чехия). В 1907౼1913 гг. учился в Немецкой высшей технической школе в Праге и Пражском университете. В 1914౼1916 гг. работал в концерне «И. Г. Фарбениндустри» в Мюльхайме, в 1916 и 1920౼1928 гг. — в Институте кайзера Вильгельма по изучению угля в Мюльхайме, в 1917౼1920 гг. — на химическом заводе по переработке дёгтя в Нидерау (близ Дрездена). С 1928 по 1931 г. — директор Института по изучению угля в Праге. С 1931 жил в США. Работал в фирме «Юниверсал ойл продактс» (Чикаго).

## Научная деятельность
Основное направление исследований — синтез углеводородов на основе оксида углерода и водорода. Работы в этом направлении проводил совместно с Ф. Фишером. Усовершенствовал (1928౼1935) каталитические системы, технологические схемы и аппаратуру синтеза жидких углеводородов, применяемых для моторных топлив и масел.